# Título provisional
Un título provisional, a veces llamado título de producción o título tentativo (en inglés, working title), es el título temporal de un producto o proyecto utilizado durante su desarrollo, generalmente utilizado en cine, en la producción de televisión, en una obra literaria, en el desarrollo de un videojuegos o bien álbum de música.

## Uso y ejemplos
Los títulos provisionales se usan principalmente por dos razones: por un lado porque aún no se ha decidido el título oficial de la obra, entonces se usa un «título provisional» tan solo con fines identificativos a la obra que se está produciendo para luego cambiarlo por el definitivo; por otro lado, un «título provisional» se usa a menudo como una artimaña para disfrazar intencionalmente la naturaleza real de un proyecto.
Por ejemplo, las películas de James Bond, comúnmente se producen bajo títulos numéricos como «Bond 22» hasta que se anuncia el título oficial. Jurassic World se produjo bajo el título de trabajo de «Ebb Tide» mientras que El retorno del Jedi fue producido bajo el título provisional de «Blue Harvest». Este último se produjo bajo ese título para disuadir a los fanáticos durante la  producción y, además, para abaratar costes por parte del aumento abusivo de los precios por parte de los proveedores del filme.
Otro ejemplo, Jurassic World: El reino caído, la quinta película de la saga Jurassic Park dirigida por J. A. Bayona, usó el título provisional «Ancient Futures».
Una conocida productora de cine norteamericana que lleva por nombre Working Title Films.